# Артиллерийский журнал
Артиллерийский журнал — официальный орган артиллерийского ведомства Российской империи и Главного артиллерийского управления Красной Армии, позже Советской Армии ВС Союза ССР. С 2022 года возрождён выпуск периодического издания, как рецензируемого научного журнала, в котором публикуются оригинальные статьи по актуальным проблемам военных, военно-технических и военно-специальных наук Вооруженных Сил Российской Федерации.

## История
Издавался с мая 1808 года по 1812 годы. Изначально тиражи были невелики (первые номера распределялись по 165 подписчикам, к концу 1808 года их количество увеличилось до 367 человек).
Вновь издавался с 1839 года. До 1 января 1860 года журнал выходил шесть раз в год.
В 1856 году была учреждена должность редактора журнала.
С 1860 года журнал стал выходить ежемесячно, тиражом 3000 экземпляров.
В 1875—1885 годах должность редактора журнала занимал генерал А. М. Беляев.
После Октябрьской революции 1917 года издавался различными управлениями РККА.
В июле 1941 года влился в журнал «Техника и вооружение», но с июня 1942 — снова стал самостоятельным журналом. Имел тираж 15 тысяч экземпляров, редактором в это время был H. H. Воронов.
В сентябре 1960 года был объединён с другими журналами в общевойсковой журнал «Военный вестник».
С августа 2022 года издается один раз в квартал Михайловской военной артиллерийской академией Министерства обороны Российской Федерации.